# Poena cullei
Poena cullei (от латински „наказание в торбата“) е вид смъртно наказание в Древен Рим, традиционно прилагано за осъдените за убийство на родител. Състои се в зашиване в кожен чувал, в който понякога се поставят различни живи животни (змии, но също петли, кучета, маймуни) и който след това се хвърля във вода. Наказанието вероятно възниква през II век пр. Хр. и с периоди на прекъсване се прилага в Източната Римска империя до X век.